# Harry Potter and the Half-Blood Prince (jogo eletrônico)
Harry Potter and the Half-Blood Prince (Harry Potter e o Enigma do Príncipe no Brasil, Harry Potter e o Príncipe Misterioso em Portugal) é um videogame desenvolvido pela Electronic Arts, lançado em 2009 para computador, PlayStation 2, PlayStation 3, Xbox 360, Wii, PlayStation Portable e Nintendo DS. É baseado no livro e no filme de mesmo nome. O jogo não tem áudio em português, mas o vídeo é totalmente traduzido.

## Enredo
Assim como a maioria dos jogos anteriores, o enredo tem base primária no filme, e secundária no livro. Harry Potter volta ao seu sexto ano na Escola de Magia e Bruxaria de Hogwarts, onde suspeita que Draco Malfoy se envolve em alguma atividade anormal.
Também encontra um livro com simples anotações, o que leva Harry a se dar muito bem nas aulas. Então, ele deve descobrir de onde veio este livro, além de enfrentar vários bruxos e certas criaturas que o atrapalham na aventura.

## Jogabilidade
O personagem controlável é Harry Potter (embora em alguns momentos o jogador controla Rony e Gina). O objetivo do jogo é prosseguir com o enredo. O personagem pode andar ou correr pelo castelo de Hogwarts, sempre com um objetivo, embora possa realizar outras atividades sem problema algum.
O jogo ganhou, perdeu e preservou vários conceitos das versões anteriores, como vemos a seguir.

### Feitiços
Feitiços de auxílio:
- Wingardium Leviosa - Levita objetos
- Reparo - Conserta objetos quebrados
- Incêndio - Cria fogo, ativando fogos de artifício ou queimando plantas
- Lumos - Ativa uma luz na varinha, para funcionar como lanterna. É ativado automaticamente quando se entra em áreas escuras

Feitiços de combate:
- Estupefaça - Ataca o oponente
- Expelliarmus - Joga o oponente para trás

Feitiços para evitar combate ou se defender/proteger:
- Protego - Cria um escudo para proteção/desvio do feitiço Estupefaça
- Levicorpus - Faz com que o oponente fique suspenso no ar pelos pés, por um certo tempo.
- Petrificus Totalus - Paralisa o oponente

Outro(s):
- Carregar o golpe - Serve para deixar os feitiços Estupefaça e Protego mais fortes e mais potentes.

Aparece a quantidade de vida do personagem (Representada em bolinhas) durante o duelo.
Também há a opção de desviar para esquerda L2 e direita R2 (PS2). Todos os feitiços de combate são usados nos duelos de dois jogadores.
Nos duelos na parte do jogo, o jogador deve aprender o feitiço para poder usá-lo.

### Nick Quase-sem-cabeça
Também é possível chamar o fantasma Nick Quase-sem-cabeça, apertando apenas um botão/tecla SELECT (PS3). Ele guiará o personagem até o lugar requisitado pelo mesmo.

### Poções
Pode-se preparar uma poção indo a Herbologia, onde há todos os ingredientes. Trata-se de alterar a poção de várias formas, até que fique de uma certa cor. A seguir a lista de ações com uma poção:
- Mexer
- Aquecer
- Agitar frasco de ingrediente

Também existem ingredientes a uma poção, que são garrafas com certos formatos e cores e ingredientes como frutas, insetos e etc.

### Quadribol
No Quadribol, deve-se passar pelos aros em forma de estrela, com cor variada de acordo com a pontuação do jogador e a proximidade do pomo de ouro. Quando estão verdes, está próximo, quando estão amarelos, médio e quando estão vermelhos e a tela fica preta, está longe. O jogo acaba quando Harry pegar o pomo.
Obs... O Objetivo é passar pelas estrelas para ganhar mais tempo, caso contrário, deixando-as vermelhas, irá aparecer "Try Again (TENTE NOVAMENTE)" e você reiniciara o teste/jogo de quadribol.

### Jogo pós-enredo
Após concluir-se o enredo e passar os créditos, o jogo continua, mas não existem mais objetivos. Serve para não deixar de praticar as atividades do jogo, como duelos, poções e quadribol e também para coletar os brasões e mini-brasões restantes. Harry usa um uniforme comum. Nessa parte há um erro no jogo, a Cabana do Hagrid deveria estar destruída depois dos ataques dos comensais da morte, mas aparece inteira.

## Dobradores Portugal
- Peter Michael - Harry Potter
- Mafalda de Castro - Hermione Granger
- Romelu Vala - Ron Weasley
- Gustavo Gaspar - Draco Malfoy
- Carolina Sales - Luna Lovegood
- Maria Barbosa - Ginny Weasley
- Ana Guiomar - Lavender Brown
- Sandra de Castro - Cho Chang
- Carla de Sá - Katie Bell
- Paulo Gomes - Professor Snape
- Bruno Ferreira - Professor Flitwick
- Teresa Faria  - Professor McGonagall
- Bruno Huca - Cormac McLaggen
- Francisco Barbosa - Dean Thomas
- Antonio Marques - Hagrid the Giant
- Custódia Gallego - Bellatrix Lestrange
- José Nobre - Fenrir Greyback
- Carlos Macedo - Vincent Crabbe
- Sergio Silva - Male Death Eater
- Carlos Paulo - Nearly Headless Nick
- Rui Mendes - Horace Slughorn
- Carlos Vieira de Almeida - Argus Filch
- Alfredo Brito - Albus Dumbledore